# Canon antiaérien automoteur type 87
Le Type 87 est un canon antiaérien automoteur japonais construit autour du système de canons jumelés Oerlikon 35 mm tel qu'utilisé sur le canon antiaérien automoteur Gepard. Le système utilise un châssis de char type 74 modifié. Il est également surnommé par ses opérateurs Guntank d'après le mecha d'apparence similaire de la série Mobile Suit Gundam.

## Histoire
Alors que les forces japonaises d'autodéfense commençaient à chercher un remplaçant pour les canons automoteurs antiaériens M42 Duster fournis par les États-Unis, l'Agence de défense japonaise a commencé à émettre des exigences pour la production d'un canon automoteur antiaérien local pour remplacer le M42. Mitsubishi Heavy Industries a finalement obtenu le contrat de production d'un modèle japonais pour remplacer ses anciens M42[réf. à confirmer].

## Développement
Il avait été développé en 1987, d'où sa désignation Type 87, Mitsubishi Heavy Industries fournissant le châssis et Japan Steel Works fournissant le système de canon. Initialement, le châssis du char Type 61 devait être utilisé. Plus tard, il a été rejeté et le châssis du char de type 74 avait été utilisé à la place comme base pour produire le type 87[réf. à confirmer].
Avant son développement, les tests avaient commencé en 1982 avec un prototype fabriqué en 1983.

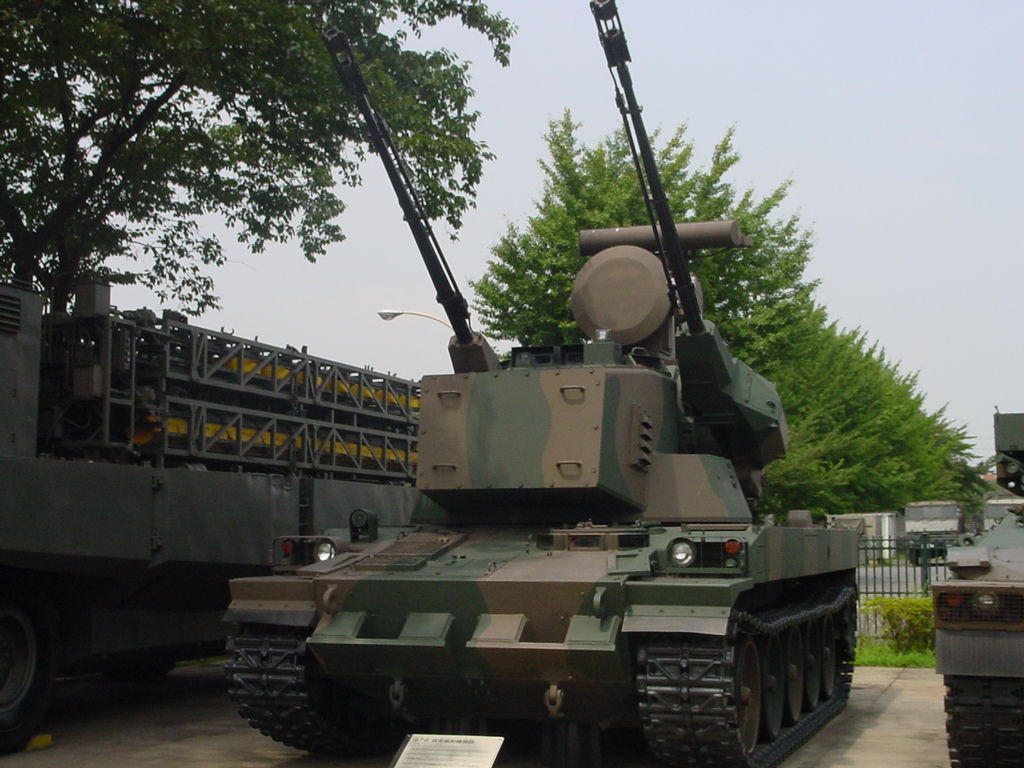
Un prototype du Type 87 au centre d'information public des forces d'autodéfense.

## Opérateurs
Japon
En 2010, il a été signalé que les Forces d'autodéfense japonaises avaient 52 de ces véhicules en service.
- Force terrestre d'autodéfense japonaise
  -  Armée du Nord
    -  2e division
      - 2e bataillon d'artillerie antiaérienne
        - 3e compagnie antiaérienne (2 pelotons : 8 véhicules)

    -  7e division
      - 7erégiment d'artillerie antiaérienne
        - 1re compagnie antiaérienne (2 pelotons : 8 véhicules)
        - 2ecompagnie antiaérienne (2 pelotons : 8 véhicules)
        - 3e compagnie antiaérienne (2 pelotons : 8 véhicules)
        - 4e compagnie antiaérienne (2 pelotons : 8 véhicules)

    - École de défense aérienne
      - Unité scolaire de défense aérienne
        - 3e compagnie antiaérienne (2 pelotons : 8 véhicules)

    - École d'artillerie (Camp Tutiura)